# Серіфос
Серіфос (грец. Σέριφος) — острів у Греції, у південній частині Егейського моря. Знаходиться в західній частині архіпелагу Кіклади між Сіфносом і Кіфносом. На острів ходить пором з Пірея за маршрутом Пірей — Кіфнос — Серіфос — Сіфнос — Мілос — Кімолос. На острові є великі запаси залізної руди, ведеться видобуток іноземними кампаніями.
У грецькій міфології острів знаменитий тим, що тут виріс великий герой Персей. Іноді Серіфос пов'язують з островом циклопів в Одіссеї. На острові циклопів Одіссей засліпив Поліфема, на острові є печера, де це нібито відбулося (у Гомера або іншого давньогрецького автора немає згадки зв'язку циклопів з Серіфосом, можливо це вигадка сучасних жителів острова для залучення туристів).